# El Salvadors fodboldlandshold
El Salvadors fodboldlandshold er det nationale fodboldhold i El Salvador, og landsholdet bliver administreret af Federación Salvadoreña de Fútbol. El Salvador blev medlem af FIFA i 1938.
Holdet har deltaget ved VM i fodbold 1970 og 1982, hvor de ikke kom videre fra 1. runde. 12 gange har de deltaget i CONCACAF Gold Cup, hvor de i 1963 og 1981 nåede til finalen, men tabte til Costa Rica og Honduras.